# Pío XI
Pío XI (en latín: Pius PP. XI), de nombre secular Ambrogio Damiano Achille Ratti (Desio, 31 de mayo de 1857-Ciudad del Vaticano, 10 de febrero de 1939) fue el 259.º papa de la Iglesia católica desde su elección el 6 de febrero de 1922 hasta su muerte, así como el primer soberano de la Ciudad del Vaticano tras su proclamación como Estado independiente en 1929. Su pontificado comprende casi todo el período de entreguerras.
Pío XI publicó numerosas encíclicas, entre ellas Quadragesimo anno, con motivo del 40.º aniversario de la revolucionaria encíclica social Rerum novarum del papa León XIII, en la que destaca la avaricia capitalista de las finanzas internacionales, los peligros del socialismo/comunismo ateo y cuestiones de justicia social, y Quas primas, que estableció la fiesta de Cristo Rey en respuesta al anticlericalismo. La encíclica Studiorum ducem, promulgada el 29 de junio de 1923, se escribió con motivo del sexto centenario de la canonización de Tomás de Aquino, cuyo pensamiento es considerado fundamental para la filosofía y la teología católicas. La encíclica también señala a la Universidad Pontificia de Santo Tomás de Aquino, también conocida como Angelicum, como la institución preeminente para la enseñanza de la obra de Tomás de Aquino: «ante omnia Pontificium Collegium Angelicum, ubi Thomam tamquam domi suae habitare dixeris» (antes que todas los demás, la Pontificia Universidad Angelicum, donde se puede decir que habita Tomás). La encíclica Casti connubii promulgada el 31 de diciembre de 1930 prohibía a los católicos el uso de anticonceptivos.
Para establecer o mantener la posición de la Iglesia católica, Pío XI firmó un número récord de concordatos, incluyendo el Reichskonkordat con la Alemania nazi, y condenó sus traiciones cuatro años después en la encíclica Mit brennender Sorge («Con ardiente preocupación»). Durante su pontificado, la prolongada hostilidad con el gobierno italiano sobre la situación del papado y la Iglesia en Italia se resolvió con éxito en el Tratado de Letrán de 1929. No pudo detener la persecución a la Iglesia ni el asesinato de clérigos en México, España o la Unión Soviética. Canonizó a santos como Tomás Moro, Pedro Canisio, Bernadette Soubirous y Juan Bosco. Beatificó y canonizó a Teresa de Lisieux, por quien sentía especial reverencia, y canonizó de forma equivalente a Alberto Magno, nombrándolo Doctor de la Iglesia en honor a la fuerza espiritual de sus escritos. Se interesó profundamente en fomentar la participación de los laicos en toda la Iglesia, especialmente en el movimiento de Acción Católica. El final de su pontificado estuvo marcado por sus críticas a Hitler y Mussolini, y por la defensa de la Iglesia católica frente a intromisiones en su vida y educación.
Pío XI falleció el 10 de febrero de 1939 en el Palacio Apostólico y fue enterrado en la Gruta Papal de la Basílica de San Pedro. En medio de las excavaciones para su tumba, se descubrieron dos niveles de tumbas que revelaron huesos que actualmente se veneran como los de San Pedro.

## Biografía

### Primeros años y estudios
Nació el 31 de mayo de 1857, en Desio, en la casa que actualmente alberga el Museo Casa Natal de Pío XI y el Centro Internacional de Estudios y Documentación de Pío XI. 
Era el cuarto de cinco hijos, y fue bautizado el día después de su nacimiento como Ambrogio Damiano Achille Ratti (el nombre de Ambrogio, en honor de su abuelo, quien era su padrino de bautismo). Su padre, Francesco Ratti, fue director de varias fábricas de seda, pero su escaso éxito obligó a su familia a trasladarse de manera constante por motivos de trabajo. Su madre, Teresa Galli, originaria de Saronno, era hija de un hotelero. En las biografías de Achille Ratti, se mencionan sus hermanos, pero jamás se habla de uno de ellos, Cipriano Ratti, quien emigró a Valparaíso, en Chile, con su esposa María Maga, con la que tuvo tres hijos: Gioconda, Fernando y Juan. En 1904 se estaba formando una colonia italiana en la comuna de Lumaco y los empresarios lo llevaron con su familia para que formara una banda de músicos (en Italia era director de una filarmónica). La historia de este hermano de Pío XI es muy particular, puesto que desapareció sin dejar rastro dejando a su familia, de los cuales aún hay descendientes en Capitán Pastene, pueblo cabecera de la colonia. Se cree que fue mandado buscar por su hermano, después de su elección como papa. 
Comenzó su carrera eclesiástica siguiendo el ejemplo de su tío Damiano Ratti, estudiando primero en el seminario de Seveso (1867), y luego en Monza. Desde 1874 formó parte de la Tercera Orden de San Francisco. En 1875 comenzó sus estudios de teología, los tres primeros años en el Seminario Mayor de Milán y el último seminario en Seveso. En octubre de 1879, durante sus estudios en la Pontificia Universidad Gregoriana, residió en el Colegio Lombardo de Roma y, el 20 de diciembre del mismo año, fue ordenado sacerdote en la basílica de San Juan de Letrán por el cardenal vicario Raffaele La Valletta. 
Ratti era un hombre de vasta erudición, y obtuvo tres grados durante sus años de estudios en Roma: filosofía en la Academia de Santo Tomás de Aquino, derecho canónico en la Universidad Gregoriana y teología en La Sapienza. También tuvo una fuerte pasión tanto por los estudios literarios (Dante y Alessandro Manzoni eran sus preferidos), como para los estudios científicos, de modo que estaba en duda la conveniencia de emprender el estudio de las matemáticas. En este sentido fue gran amigo y, por cierto tiempo, colaborador de Giuseppe Mercalli, notable geólogo e inventor de la escala de magnitud de terremotos del mismo nombre, que era conocido como un maestro en el seminario de Milán.

### Funciones durante el sacerdocio

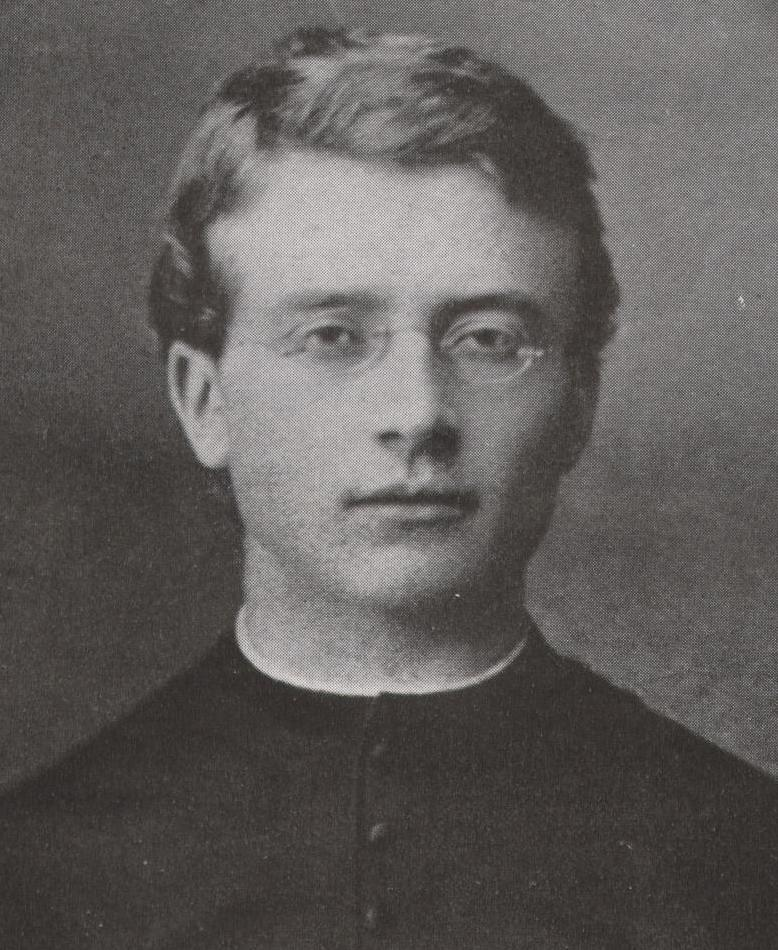
Achille Ratti en su etapa como joven sacerdote, hacia 1880

Desde 1882 hasta 1907, fue profesor de teología en el Seminario de San Pedro Mártir, y de sagrada elocuencia y lengua hebrea en el Seminario Teológico de Milán. Entre 1907 y 1911, fue prefecto de la Biblioteca Ambrosiana. Llamado por Pío X a la curia romana, se convierte en viceprefecto de la Biblioteca Vaticana en 1912; prefecto de la misma, canónigo de la Patriarcal Basílica Vaticana y protonotario apostólico en 1914. En 1918, es nombrado visitador apostólico en Polonia y Lituania.
Realizó varias misiones diplomáticas a pedido del papa León XIII. Entre junio de 1891 y 1893, visitó el Imperio austriaco y Francia junto a Giacomo Radini-Tedeschi, compañero de Ratti en el Seminario Lombardo de Roma.

### Educador
Ratti también era un educador válido, no solo en el entorno escolar. Desde 1878 fue profesor de matemáticas en el seminario menor.
Como capellán del Cenáculo de Milán, una comunidad religiosa dedicada a la educación de las niñas (celebrada de 1892 a 1914), pudo ejercer una actividad pastoral y educativa muy eficaz, al entrar en contacto con niñas y niños de todos los estados y condiciones. Pero, sobre todo, con la buena sociedad milanesa: Gonzaga, Castiglione, Borromeo, Della Somaglia, Belgioioso, Greppi, Thaon de Revel, Jacini, Osio, Gallarati Scotti.
Este ambiente fue atravesado por diferentes opiniones: algunas familias estaban más cerca de la monarquía y el catolicismo liberal, otras eran intransigentes, en línea con el observador católico de Don Davide Albertario. A pesar de no mostrar una simpatía explícita por ninguna de las dos corrientes, el joven Ratti tenía relaciones muy estrechas con los Gallarati Scotti, que eran intransigentes; fue catequista y tutor del joven Tommaso Gallarati Scotti, hijo de Gian Carlo, príncipe de Molfetta, y de María Luisa Melzi d'Eril, quien más tarde se convirtió en una conocida diplomática y escritora.

### Episcopado y cardenalato
En 1919 el papa Benedicto XV lo nombró arzobispo titular de Naupactus —una diócesis in partibus infidelibus, que tuvo su sede en la ciudad griega de Lepanto—, al ser designado nuncio en Polonia. Fue consagrado por el Primado y Regente de Polonia Aleksander Kakowski. En 1921 su sede titular fue cambiada por la de Adana. Este mismo año fue nombrado arzobispo de Milán y el mismo día cardenal presbítero del título de SS. Silvestro e Martino ai Monti.

### Elección papal

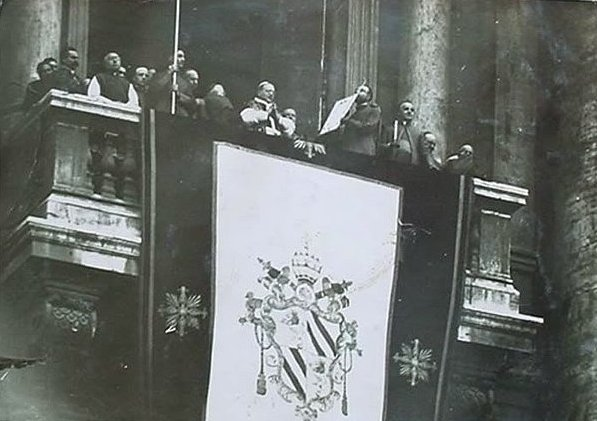
Primera bendición de Pío XI, luego de su elección

El 6 de febrero de 1922, en el cónclave que siguió a la muerte de Benedicto XV, resultó elegido papa. Era un hombre de estudio, de una cultura excepcional y además estaba muy bregado en los asuntos de la curia romana, pero su experiencia pastoral y cardenalicia se limitaba a unos pocos meses.
Fue coronado tres días después de su elección por el cardenal Louis Billot, S.J., al estar indispuesto el cardenal Gaetano Bisleti, protodiácono de S. Agata in Suburra. La ceremonia tuvo lugar en la explanada del Vaticano, y se convirtió en la primera coronación papal celebrada públicamente desde que, en 1870, Pío IX proclamó la «cautividad» de la Iglesia católica. Sus predecesores habían sido coronados en ceremonias restringidas, ya sea en la Basílica de San Pedro o en la más exclusiva Capilla Sixtina (caso este último de León XIII, Pío X y Benedicto XV).

### Papado

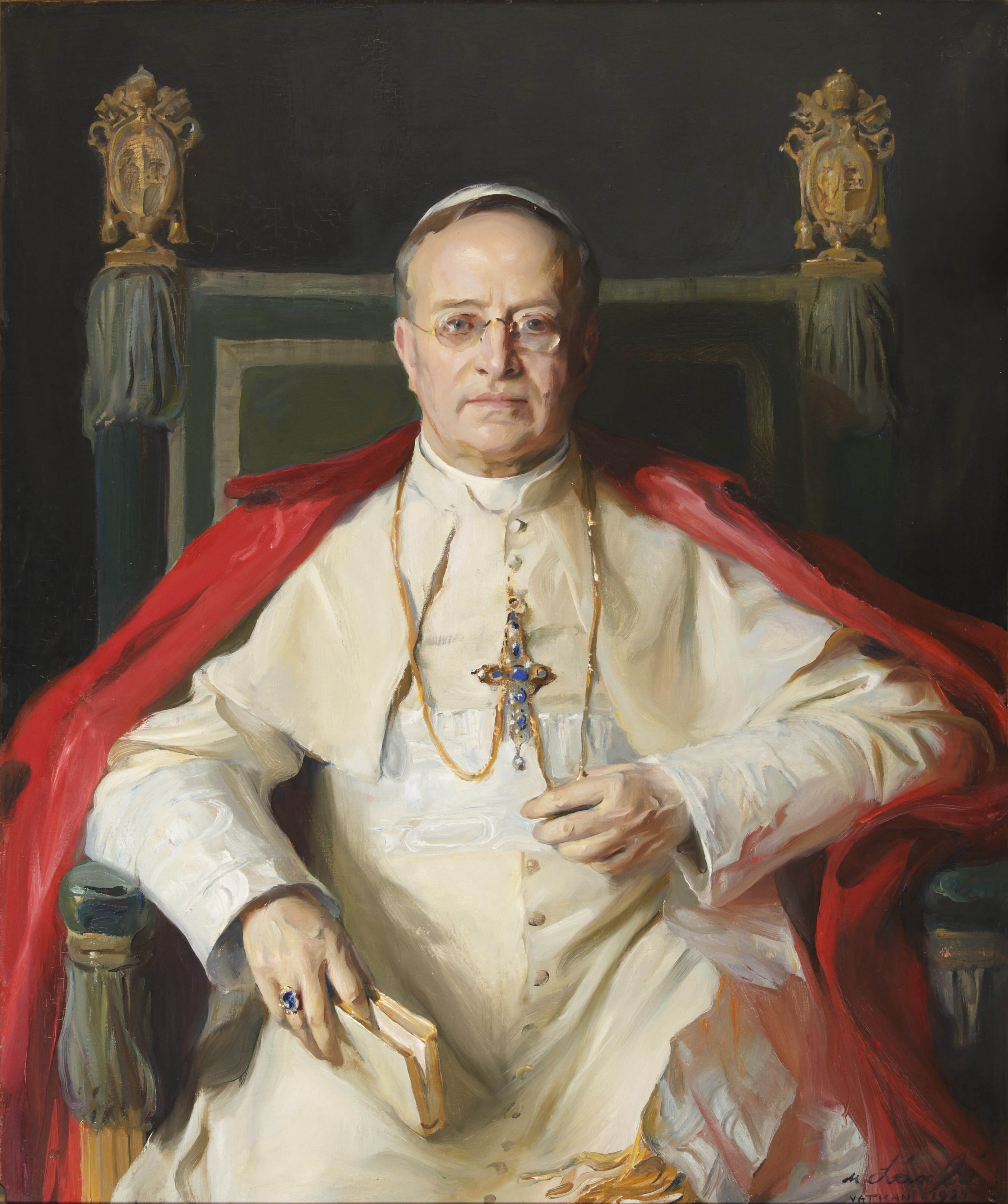
Retrato de Pío XI por Philip de László, c. 1925

Por su extensa actividad, Pío XI habría de merecer diversos títulos: «el papa de las encíclicas», por haber escrito una treintena de estas; «el papa de los concordatos», al buscar mejorar las condiciones de la Iglesia en diversos países mediante la firma de 23 convenios; «el papa de la Acción Católica», pues uno de los principales objetivos de su pontificado fue organizar a los laicos a través de la Acción Católica, con el fin de cristianizar todos los sectores de la sociedad; «el papa de las misiones», por su impulso a la actividad misionera; y «el papa de las canonizaciones», por haber elevado a los altares a 33 santos y haber dado cauce en su pontificado a 500 beatificaciones. Entre los santos proclamados por este papa se encuentran Tomás Moro, Juan María Vianney y Roberto Belarmino. Entre las canonizaciones más recordadas, se encuentran las de Teresa de Lisieux (1925), Juan Bosco (1934) y Bernadette Soubirous, vidente de las apariciones marianas en Lourdes —proclamada santa durante el Jubileo de la Redención de 1933—. Además, durante su papado también proclamó doctores de la Iglesia a san Juan de la Cruz y san Alberto Magno.

#### Relaciones con la Italia fascista

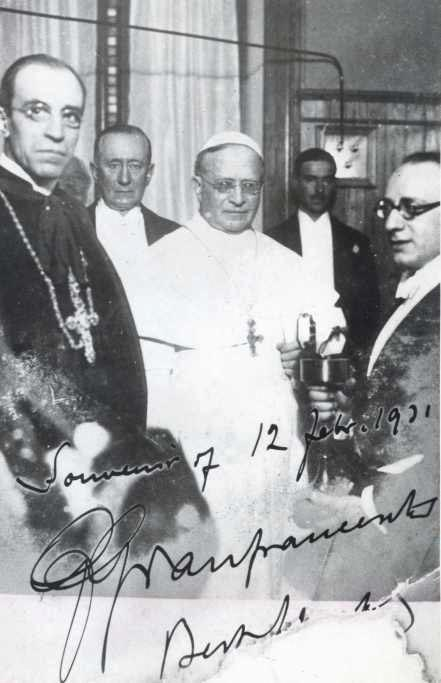
Pío XI junto al cardenal Eugenio Pacelli (futuro Pío XII) y el ingeniero Guillermo Marconi durante la inauguración de Radio Vaticano el

Como se señaló anteriormente, el papado de Pío XI se caracterizó por la resolución de la llamada «cuestión romana», tema pendiente desde la ocupación de los Estados Pontificios por el Reino de Italia en 1870. Los pactos de Letrán firmados en febrero de 1929 por el Secretario de Estado de la Santa Sede, Pietro Gasparri, en representación de Pío XI, y por el primer ministro italiano Benito Mussolini, crearon el Estado de la Ciudad del Vaticano, reconociendo su soberanía e independencia. Estos acuerdos habían sido buscados por ambas partes, y a ambas convenían. Mussolini quería un acercamiento a los católicos, cuya posición ante el fascismo había sido bastante fría e incluso tensa. Por su parte, la Iglesia católica obtenía el reconocimiento de derecho de un Estado propio que, aunque reducido a una mínima expresión territorial, lo colocaba dentro del concierto de las naciones del mundo, con capacidad de establecer relaciones diplomáticas. Además, se indemnizó a la Santa Sede por los territorios perdidos en 1870; se declaró a la religión católica como única reconocida en toda Italia, y se reconoció efectos civiles al matrimonio canónico, celebrado de acuerdo con el nuevo Código de Derecho Canónico. Todo eso condujo a Pío XI a calificar a Mussolini como «un hombre de la Providencia». En 1926, el Partido Popular Italiano fundado por el sacerdote católico Luigi Sturzo había sido declarado ilegal por el régimen fascista. En las elecciones italianas de marzo de 1929, se animó a los católicos italianos a que votaran a los fascistas. 
El 13 de mayo de 1929 Mussolini, en su discurso con motivo de la ratificación parlamentaria de los pactos, afirmó la supremacía de los derechos del Estado sobre la Iglesia; las medidas tomadas contra la Acción Católica y la imposición del monopolio estatal en la educación movieron al papa a la publicación  de la encíclica Divini illius Magistri (31.12.1929). El 30 de mayo de 1931 Mussolini disolvió las asociaciones juveniles de Acción Católica y, poco después, Pío XI denunció el totalitarismo pagano del fascismo en la encíclica Non abbiamo bisogno (29.06.1931). Pero tras la firma de los acuerdos sobre la Acción Católica, en septiembre de ese año, el Estado italiano retiraba las medidas tomadas y recuperaba su sintonía con la Santa Sede; dicho acercamiento culminó con la concesión en enero de 1932 a Mussolini por parte de Pío XI de la Orden de la Espuela de Oro y la visita oficial del Duce al Vaticano, en la que se siguió el protocolo dado a los reyes y considerada «una de las más importantes de los últimos tiempos».
Cuando Mussolini atacó al estado soberano de Etiopía sin una declaración formal de guerra (3 de octubre de 1935), Pío XI, aunque desaprobaba la iniciativa italiana y temía el acercamiento de Italia a Alemania, renunció a condenar públicamente la guerra. La única intervención de condena del papa (27 de agosto de 1935) fue seguida de llamadas e intimidaciones del gobierno italiano durante las cuales intervino el propio Mussolini, que le hizo llegar el mensaje de que el pontífice no debería haber hablado de la guerra si pretendía mantener buenas relaciones con Italia. De la posición de silencio que oficialmente mantuvo Pío XI sobre el conflicto, nació la imagen de un alineamiento vaticano con la política de conquista del régimen: si el papa guardaba silencio y si permitía que obispos, cardenales, intelectuales católicos bendijeran públicamente la heroica misión, de fe y civilización de Italia en África, significó que, en el fondo, aprobaba esa guerra y dejaba que el alto clero dijera lo que no podía afirmar directamente debido al carácter supranacional de la Santa Sede.
Así lo interpreta el historiador John Pollard que considera que el apoyo del papado a la guerra de Abisinia supuso un golpe a su credibilidad como estado neutral, echando por tierra algunos de los beneficios obtenidos en los Pactos de Letrán de 1929, y el escándalo que produjo esta guerra entre muchos sectores católicos del mundo occidental, tras la anexión italiana de Abisinia que el papa lo comparó con "el triunfo de los buenos" e impulsó la italianización de las misiones cristianas en el África Oriental Italiana. Pío XI llegó a felicitar por el triunfo militar al Mariscal Rodolfo Graziani, que por sus matanzas contra la población civil llegó a ser conocido como el Carnicero de Etiopía. En esa línea, incluso en una denominada "novela de curas" se ha llegado a escribir que Pío XI bendijo los cañones italianos que partieron para la guerra contra Abisinia.

#### Pío XI y la Iglesia de México
El 18 de noviembre de 1926, Pío XI daba al mundo su novena encíclica, la Iniquis afflictisque, primera de tres encíclicas en las que el papa elevaría su voz para protestar y dar a conocer al mundo civilizado, comenzando por el católico, las graves dificultades que ese momento padecía la Iglesia en México que, con la promulgación de la Ley Calles, restringió la libertad de culto y limitó las actividades de la Iglesia católica. Entre sus normas, estaban la limitación del número de sacerdotes a uno por cada seis mil habitantes, la expulsión de los sacerdotes extranjeros, la necesidad de una licencia expedida por el Congreso de la Unión o los estados para poder ejercer el ministerio sacerdotal, así como la prohibición del culto católico fuera de los templos. 
Ante esto, el papa declaró: 

Movidos por la conciencia de nuestro deber apostólico, seremos nosotros quienes gritaremos para que, desde este Padre común, todo el mundo católico escuche, por una parte, cómo ha sido la desenfrenada tiranía de los enemigos de la Iglesia y, por otra, la heroica virtud y perseverancia de los obispos, de los sacerdotes, de las familias religiosas y de los laicos.
Pío XI

En Iniquis afflictisque, el pontífice denunciaba lo que consideraba una persecución que, en sus propias palabras, «ni en los primeros tiempos de la Iglesia ni en los tiempos sucesivos los cristianos fueron tratados en un modo más cruel, ni sucedió nunca en lugar alguno que, conculcando y violando los derechos de Dios y de la Iglesia, un restringido número de hombres, sin ningún respeto por su propio honor, sin ningún sentimiento de piedad hacia sus propios conciudadanos, sofocara de manera absoluta la libertad de la mayoría con argucias tan premeditadas, añadiéndole una apariencia de legislación para disfrazar la arbitrariedad». Esto alentaría la violencia en México en lo que se denominarían las guerras cristeras, que le costaría luego a los gobiernos de Calles y de Portes Gil y al pueblo mexicano tres años más de conflictos.

#### Conflictos con el nazismo

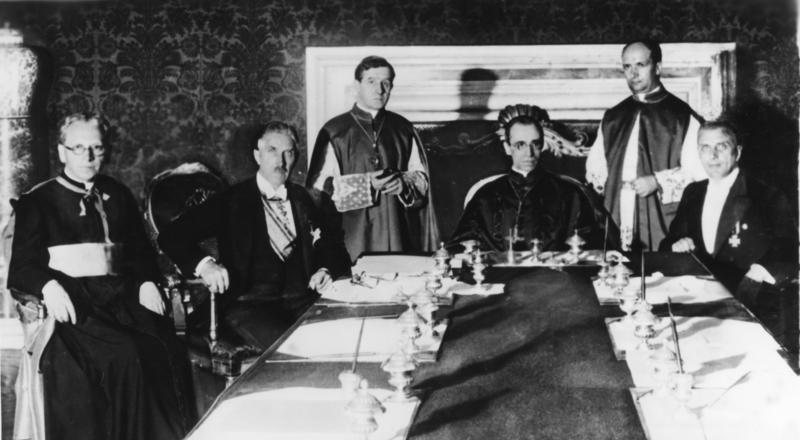
Firma del Reichskonkordat el. De izquierda a derecha: el prelado alemán Ludwig Kaas, el vicecanciller alemán Franz von Papen, en representación de Alemania, Mons. Giuseppe Pizzardo, el cardenal Eugenio Pacelli, Mons. Alfredo Ottaviani, y el embajador alemán Rudolf Buttmann.

De tono similar fue el concordato celebrado con la Alemania nazi el 20 de julio de 1933, cuando el cardenal alemán Faulhaber lo llamó «el mejor amigo de los nazis», y que implicó, como el Tratado de Letrán para Italia, la imposición del Código de Derecho Canónico en Alemania y la desarticulación de la intervención en política de los católicos. En el caso de Alemania, el Partido del Centro del excanciller Heinrich Brüning y de clara raíz democristiana fue disuelto, con lo que los nazis quedaron sin oposición legal alguna en su país. En 1934, para no entorpecer sus relaciones con los fascistas, prohibió a la conferencia mundial judía que mencionara su nombre a propósito de una supuesta defensa de los judíos.

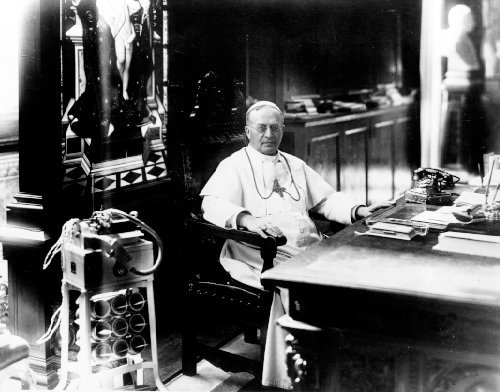
Pío XI en su despacho

A pesar de su intransigente anticomunismo, que compartía con quien era uno de sus colaboradores más cercanos —Eugenio Pacelli, futuro Pío XII—, hacia el final de su pontificado, en marzo de 1937, Pío XI publicó la encíclica Mit brennender Sorge (Con ardiente preocupación) sobre la situación de la Iglesia católica en el Reich alemán. Dirigida «a los venerables hermanos, arzobispos, obispos y otros ordinarios de Alemania en paz y comunión con la Sede Apostólica», fue dada el 14 de marzo. En ese contexto, la referencia a espíritus superficiales que caen «en el error de hablar de un Dios nacional, de una religión nacional, y emprender la loca tarea de aprisionar en los límites de un pueblo solo, en la estrechez étnica de una sola raza, a Dios», no deja dudas de su reprobación al régimen nazi.
Algunas frases del documento son las siguientes:

Solamente espíritus superficiales pueden caer en el error de hablar de un Dios nacional, de una religión nacional, y emprender la loca tarea de aprisionar en los límites de un pueblo solo, en la estrechez étnica de una sola raza, a Dios, creador del mundo, rey y legislador de los pueblos, ante cuya grandeza las naciones son como gotas de agua en el caldero (Is 40, 5).
Pío XI, Mit brennender Sorge, 15

[...]Con presiones ocultas y manifiestas, con intimidaciones, con perspectivas de ventajas económicas, profesionales, cívicas o de otro género, la adhesión de los católicos a su fe —y singularmente la de algunas clases de funcionarios católicos— se halla sometida a una violencia tan ilegal como inhumana. Nos, con paterna emoción, sentimos y sufrimos profundamente con los que han pagado a tan caro precio su adhesión a Cristo y a la Iglesia; pero se ha llegado ya a tal punto, que está en juego el último fin y el más alto, la salvación, o la condenación; y en este caso, como único camino de salvación para el creyente, queda la senda de un generoso heroísmo. Cuando el tentador o el opresor se le acerque con las traidoras insinuaciones de que salga de la Iglesia, entonces no habrá más remedio que oponerle, aun a precio de los más graves sacrificios terrenos, la palabra del Salvador: Apártate de mí, Satanás, porque está escrito: al Señor tu Dios adorarás y a El sólo darás culto (Mt 4,10; Lc 4,8) [...]
Pío XI, Mit brennender Sorge, 24

[...]Si personas, que ni siquiera están unidas por la fe de Cristo, os atraen y lisonjean con la seductora imagen de una iglesia nacional alemana, sabed que esto no es otra cosa que renegar de la única Iglesia de Cristo [...]
Pío XI, Mit Brennender Sorge, 25

Adolf Hitler ordenó a Reinhard Heydrich, jefe de la Gestapo, que incautara y destruyera todas las copias del mismo y las relaciones entre Alemania y la Santa Sede se enturbiaron.

#### Pío XI y España

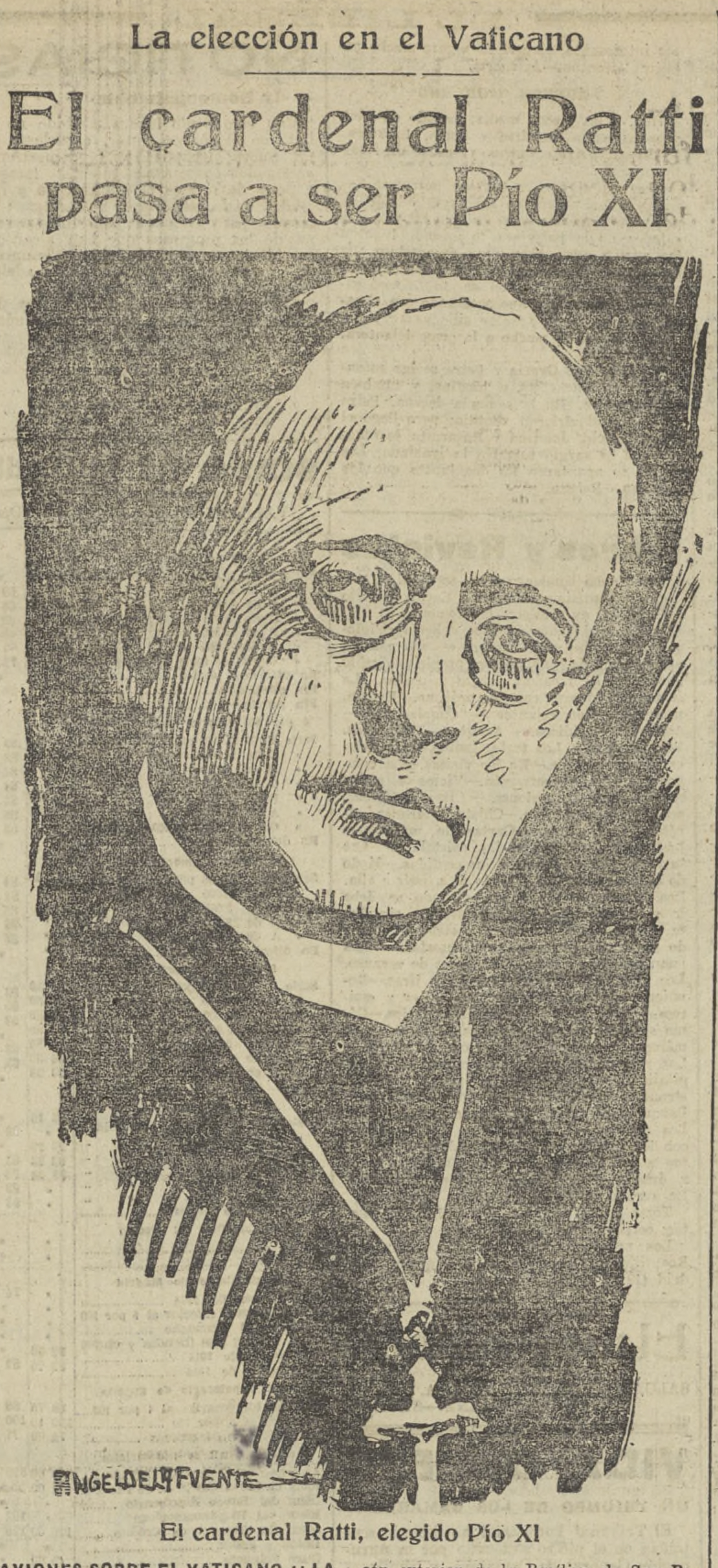
Noticia en la prensa española del nombramiento del cardenal Ratti como papa (El Liberal, 7 de febrero de 1922)

Durante su pontificado, el episcopado español compartía vicios y virtudes del pueblo católico: nostálgico de la alianza del trono y del altar, populista y hostil a las grandes transformaciones del mundo contemporáneo. Así, sus relaciones fueron prudentes, las de perfil más bajo en todo el siglo XX.
Pero el tradicional regalismo español impedía al papa nombrar obispos a su voluntad, hecho que habría favorecido un cambio en la mentalidad del episcopado español.
Liberado de esta limitación del poder temporal, en 1935 nombra una nutrida promoción de obispos donde abunda el clero regular, el sector más castigado por la campaña anticlerical del primer bienio, del Gobierno de Azaña.
A pesar del entreguismo de su política a los fascismos italiano y alemán, la relación de Pío XI con la jerarquía católica y con el poder político en España fueron de apertura, por su voluntad de “irrefrenable actualización del regresionista catolicismo hispano”.
Cuando sobrevino la dictadura de Primo de Rivera en 1923, un entusiasta y oportunista Alfonso XIII abanderaba entonces la causa del catolicismo español, y a finales de año pronunció un discurso en el Vaticano donde insinuaba la necesidad de una nueva cruzada contra los nuevos enemigos de la Iglesia y del papado, liderada por España. En sus palabras de contestación, Pío XI puso “un poco de sordina a las muchas estridencias del parlamento regio” causando “indisimulable asombro y desilusión” en el episcopado español.
Al advenimiento de la Segunda República, Pío XI dio consignas de estricta neutralidad para evitar una ruptura política en España.
Alfonso XIII parte al exilio el 15 de abril de 1931 y, tras alojarse en lujosos hoteles de varias ciudades europeas, se instala en Roma desde 1936 hasta su muerte. Ya en 1934 solicitó y obtuvo la ayuda del Duce Mussolini para restaurar la monarquía mediante «un eventual golpe de Estado que se produjera en España» con la participación de los partidos Renovación Española (monárquico) y Comunión Tradicionalista (carlista).
Los católicos y monárquicos más intransigentes avalaron la teoría de la defección de Roma. El vacío dejado por la falta de liderazgo episcopal en los primeros y decisivos meses fue ocupado por la poderosa Asociación Católica Nacional de Propagandistas (ACNP), a la que pertenecían profesores universitarios y altos funcionarios del Estado, y que defendía contemporizar con el nuevo régimen político. Sin embargo, los partidos y líderes con mayor capacidad de convocatoria (como la Confederación Española de Derechas Autónomas, CEDA, de José María Gil-Robles) no compartían la política de entendimiento del Vaticano ni de la ACNP. De hecho, Gil-Robles había declarado que "la democracia no es un fin sino un medio para la conquista del nuevo estado. Cuando llegue el momento, ya sea a través del parlamento, la eliminaremos [la democracia]".
Se produjo entonces por vez primera en la historia del catolicismo español una falta de correlación entre las ideas de sus dirigentes y de sus elementos de base, con riesgo de pérdida de control y falta de sintonía.
En 1933 el Gobierno republicano promulgó la Ley de Confesiones y Congregaciones religiosas, en desarrollo del artículo 26 de la Constitución. El episcopado expresaba en una Carta Pastoral de 25 de mayo su desencanto y preocupación por los atentados contra el sentir de la mayoría del pueblo. En seguida, Pío XI se duele en su encíclica Dilectisisima Nobis, del 3 de junio:

[...] Al contrario los nuevos legisladores españoles, no cuidándose de estas lecciones de la historia, han adoptado una forma de separación hostil a la fe que profesa la inmensa mayoría de los ciudadanos, separación tanto más penosa e injusta, cuanto que se decreta en nombre de la libertad, y se la hace llegar hasta la negación del derecho común y de aquella misma libertad, que se promete y se asegura a todos indistintamente. De ese modo se ha querido sujetar a la Iglesia y a sus ministros a medidas de excepción que tienden a ponerla a merced del poder civil. [...]
Pío XI, Dilectissima Nobis, § 14

Tras el estallido de la Guerra Civil, el apoyo de Pío XI al bando franquista en sus inicios era considerado muy tibio no solo por el régimen de Burgos, sino también por los fieles, el clero y la jerarquía católicos españoles. Hay que recordar que “el término cruzada, apadrinado desde rectorales y sacristías, fue repudiado por la Santa Sede”. Pero las gestiones de Isidro Gomá —convertido en mediador entre Franco y el Vaticano—, las presiones de Mussolini y los acontecimientos que iban sucediéndose en el frente y en la retaguardia inclinaron al pontífice a decantarse por los sublevados a partir de diciembre de 1936. Finalmente, la insistente presión del cardenal Gomá, primado de Toledo, logró el reconocimiento diplomático del estado franquista en junio de 1938.

#### Últimos años y fallecimiento

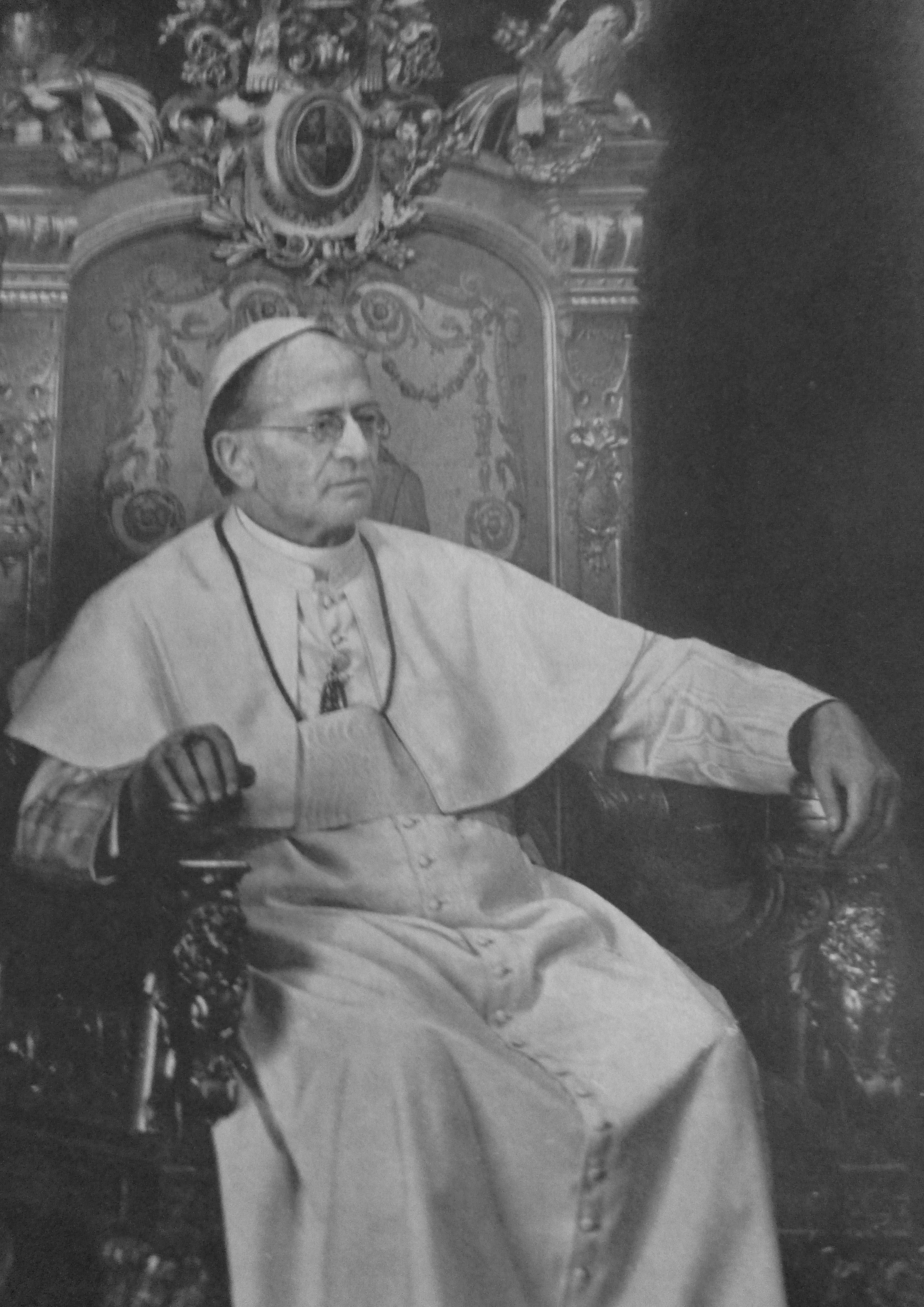
Fotografía de Pío XI realizada el, cuatro días antes de su muerte

El 19 de marzo de 1937, otra carta encíclica, la Divini Redemptoris, condenaba en términos explícitos el comunismo ateo.
A principios del verano de 1938, Pío XI preparaba un documento similar, y le encargó su redacción al jesuita estadounidense John LaFarge, conocido por su activismo antirracista, al que ayudaron el francés Gustave Desbuquois y el alemán Gustav Gundlach, ambos también jesuitas. En él se aprestaba a denunciar el antisemitismo del régimen nazi y los racismos en general, pero esta encíclica, que llevaba el título de Humani generis unitas (o Societatis Unio), nunca fue publicada debido a su enfermedad y muerte. Una de las versiones provisionales de esta encíclica fue publicada en 1995, y su borrador descubierto el año 2001, después de que el papa Juan Pablo II desclasificara los documentos secretos relativos al pontificado de Pío XI.
Otra encíclica muy importante de su papado es la denominada Quadragesimo anno que conmemoró los cuarenta años de la publicación de la Rerum Novarum de León XIII de 1891 y en la que la Iglesia católica tomaba posición por vez primera con relación al movimiento obrero.
Durante su pontificado, la Iglesia se fortaleció como institución y comenzó a ser un referente importante a nivel mundial no solamente en los aspectos religiosos sino también políticos. De hecho, hoy en día su servicio diplomático en número de legaciones incluso supera los Estados Unidos.

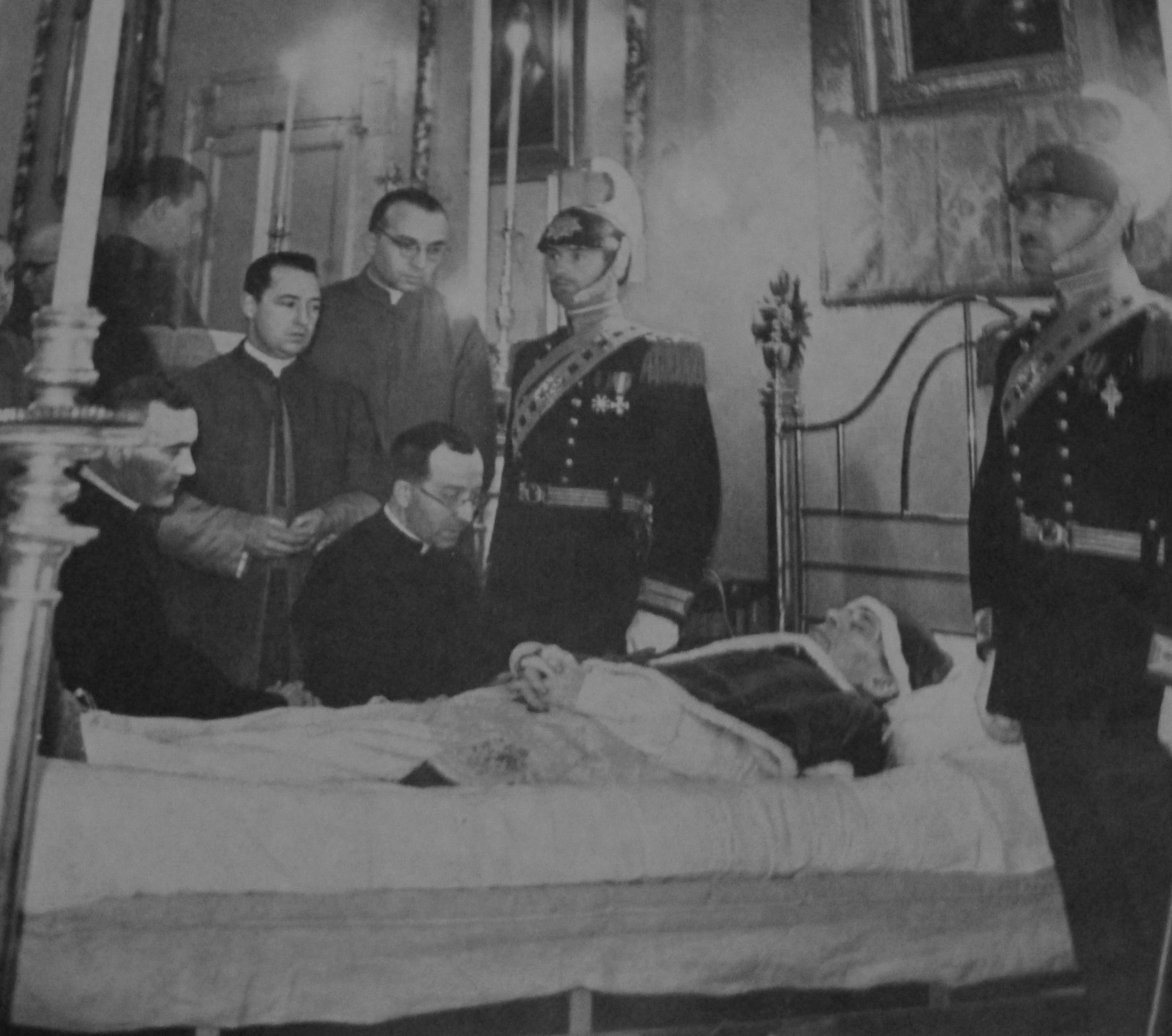
Pío XI en su lecho de muerte

Algunos años antes, en 1931, y con la colaboración de uno de los inventores de la radio, el marqués italiano Guillermo Marconi, se inauguraron las transmisiones de Radio Vaticano, a través de las cuales la Iglesia manifestó desde entonces sus opiniones a nivel mundial, ya que la emisora muy pronto desarrolló transmisiones en diversos idiomas, cosa que hasta el presente continúa haciendo.
Pío XI murió el 10 de febrero de 1939, cuando apenas faltaban unos meses para el estallido de la Segunda Guerra Mundial. Está sepultado en las Grutas Vaticanas.

## Encíclicas

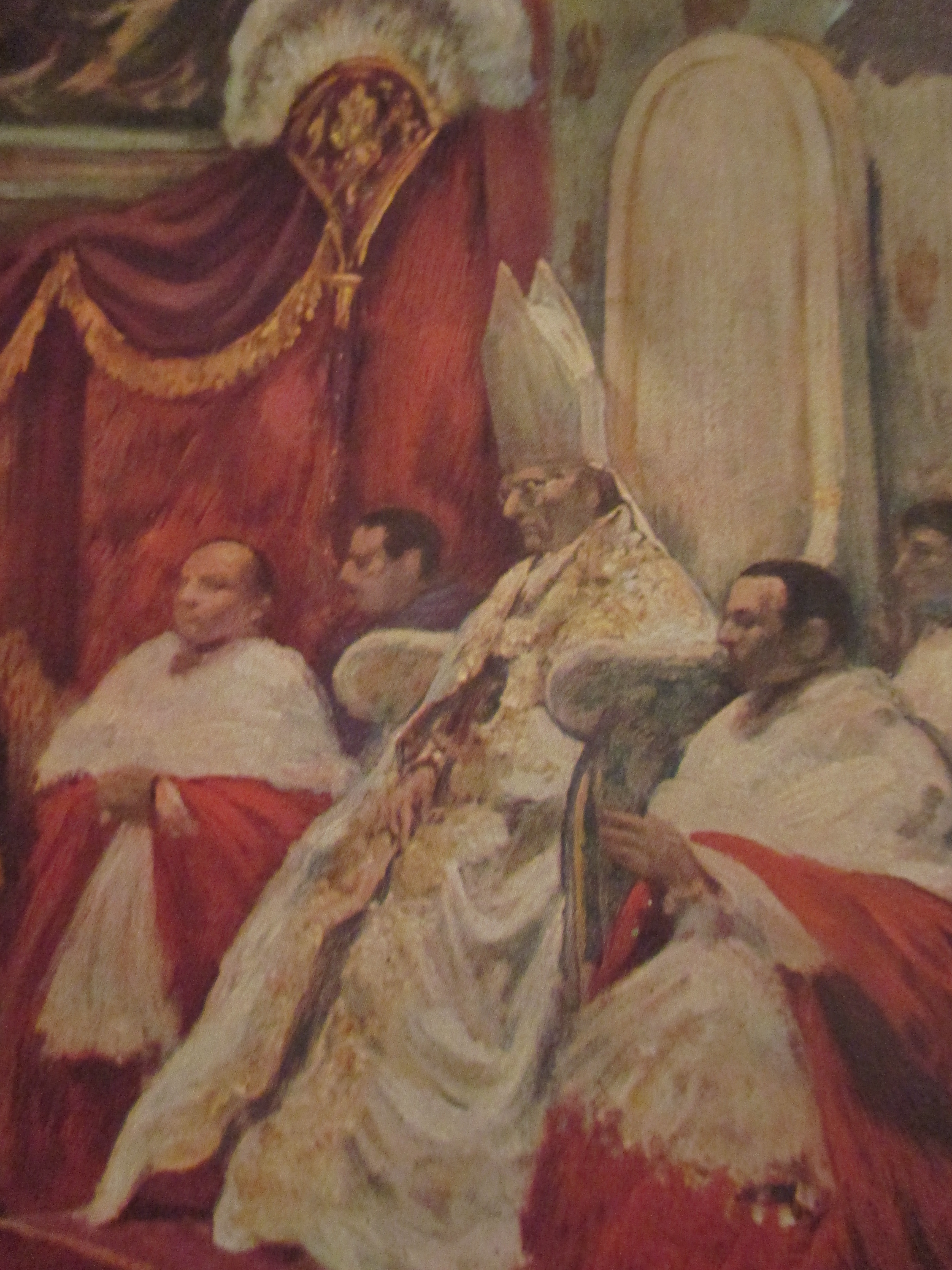
Retrato póstumo, realizado por Serge Ivanoff en 1939

Pío XI escribió 31 encíclicas en su pontificado, que reflejaban las crisis a las que debió enfrentarse durante el mismo.
Su primera encíclica desarrolla el que sería el lema de su pontificado "Pax Christi in regno Christi" (la paz de Cristo en el reino de Cristo), en el periodo de entreguerras, en el que hubo de defender a la Iglesia de ideologías y poderes contrarias a la fe cristiana, a esta tarea dedicó algunas de sus principales encíclicas: Non abbiamo bisogno, contra el fascismo italiano; Mit brennender Sorge, contra el nazismo; Divini Redemptoris, contra el comunismo. Alentando además a los católicos en aquellos países en que padecían una persecución religiosa: Iniquis afflictisque, Acerba animi y Firmissimam Constantiam, dirigida al episcopado mexicano y Dilectissima Nobis, al español.